# Blade Runner 2049
Blade Runner 2049 é um filme de ficção científica neo-noir americano de 2017 dirigido por Denis Villeneuve e escrito por Hampton Fancher e Michael Green, sendo a sequência de Blade Runner, de 1982. O longa é estrelado por Ryan Gosling e Harrison Ford, contando também com Ana de Armas, Sylvia Hoeks, Robin Wright, Mackenzie Davis, Carla Juri, Lennie James, Dave Bautista e Jared Leto em seu elenco.
Decorridos trinta anos após o filme original, a trama acompanha os passos de K, um replicante (humano sintético criado por bioengenharia) que trabalha como blade runner (caçador de androides) para a polícia de Los Angeles. Após descobrir um inacreditável segredo com o potencial de mergulhar no caos o que resta da sociedade, o qual também mexe com sua razão de ser e existir, K recebe uma missão secreta que aparenta estar ligada a Rick Deckard, um antigo blade runner desaparecido há 30 anos.
As filmagens do filme foram realizadas em sua maior parte na cidade de Budapeste, Hungria, entre julho e novembro de 2016. Sua première ocorreu em 3 de outubro de 2017 no Teatro Dolby, Los Angeles. Nos cinemas, o longa foi lançado oficialmente nos Estados Unidos em 6 de outubro de 2017, tanto no formato convencional, quanto em 3D e IMAX, com sua estreia no Brasil e em Portugal se dando um dia antes.
Blade Runner 2049 foi aclamado pelos críticos, com alguns considerando-o como uma das melhores sequências cinematográficas já produzidas, além de ter sido amplamente elogiado por suas performances, direção, fotografia, efeitos visuais, trilha sonora e design de produção. A grande aceitação gerou ao filme indicações em cinco categorias do Oscar 2018, das quais venceu em duas, e em oito do BAFTA 2018, das quais venceu igualmente em duas. Todavia, nas bilheterias, terminou por arrecadar apenas US$ 259,2 milhões mundialmente, um número bem inferior ao previsto pelos seus produtores.

## Enredo
Em 2049, os replicantes – seres humanos artificiais fabricados graças ao desenvolvimento da bioengenharia – foram integrados à sociedade para possibilitar a continuação da sobrevivência da espécie humana, sendo responsáveis por fazer todo o trabalho pesado e atuar em ambientes hostis. K (Ryan Gosling), um novo modelo criado para obedecer ordens, trabalha como blade runner para o Departamento de Polícia de Los Angeles, caçando e "aposentando" (matando) antigos modelos (rebeldes hostis a ordens) que ainda estão à solta. Sua vida pessoal resume-se a conversar com sua namorada virtual, Joi (Ana de Armas), fabricada pela Wallace Corporation.
A investigação de K sobre um grupo de replicantes rebeldes o leva a uma fazenda de proteína, onde ele aposenta Sapper Morton (Dave Bautista) e encontra uma caixa enterrada que parece ser uma urna com restos humanos. Uma análise forense revela que trata-se dos restos mortais de uma replicante que morreu por complicações no parto após uma cesariana de emergência. Isto deixa K perturbado, já que a gravidez em replicantes era até então tida como impossível.
A superior de K, a Tenente Joshi (Robin Wright), lhe dá então ordens para destruir todas as evidências relacionadas ao caso e aposentar a criança, acreditando que se outros replicantes souberem da possibilidade de engravidar, causarão uma guerra civil. Transtornado com tais ordens, K visita a sede da empresa de Niander Wallace (Jared Leto), a qual sucedeu a Corporação Tyrell na fabricação de replicantes, e descobre que os restos mortais são de Rachael (Sean Young), uma replicante experimental. No processo, ele descobre também que ela teve um romance com o ex-blade runner Rick Deckard (Harrison Ford). Enfurecido com o fato de ser incapaz de fazer seus replicantes se reproduzirem, Wallace, acreditando que com tal meio poderá aumentar a produção deles e sua exploração de novos planetas, ordena que a replicante Luv (Sylvia Hoeks) roube os restos mortais de Rachael de dentro do Departamento de Polícia e siga K enquanto ele investiga o paradeiro da criança.
Retornando à fazenda de Sapper Morton, K encontra uma árvore cujo tronco está entalhado com uma data que é a mesma de uma memória de infância artificial que ele tem implantada: uma data encravada em um pequeno cavalo de madeira. Logo, K encontra este mesmo cavalo em um orfanato, o que sugere que suas memórias são reais, e não implantes artificiais. Joi insiste que isto prova que K é especial e uma verdadeira pessoa, passando a chamá-lo de "Joe". Enquanto vasculha registros de nascimento daquele ano, K descobre uma anomalia: dois gêmeos nasceram naquele dia e possuem DNA idêntico – algo impossível – exceto pelo cromossomo que determina o sexo; apenas o menino consta como vivo. K decide então procurar a Dra. Ana Stelline (Carla Juri), uma designer de memórias que lhe informa que é ilegal implantar memórias reais em replicantes, levando K a crer que ele é o filho de Rachael. Subsequentemente, após falhar num teste psicológico para replicantes, K é suspenso por Joshi, explicando que tal falha simplesmente ocorreu por ter cumprido sua ordem anterior. Joshi, deduzindo que K é a criança perdida e sabendo que ele será perseguido por ter falhado no teste, lhe dá 48 horas para desaparecer. K então transfere Joi para um dispositivo móvel – se este for danificado, Joi será perdida para sempre.
Perseverante, K leva o cavalo de madeira para uma análise e descobre sinais de radiação. Estes sinais o levam às ruínas de Las Vegas, onde ele encontra Deckard, que revela que os registros de nascimento foram deliberadamente manipulados para ocultar a criança, e que ele teve de deixar o corpo de Rachael e a criança recém-nascida com os outros replicantes para protegê-la. Enquanto isso, Luv assassina Joshi e logo encontra K e Deckard, sequestrando este e deixando K à beira da morte, após destruir o dispositivo que continha Joi. Posteriormente, K é salvo por um grupo de replicantes que luta pela liberdade, e a líder Freysa (Hiam Abbass) lhe conta a história de Rachael, que morreu em seus braços após dar à luz a uma menina, e não um menino. Para impedir que Deckard dê a Wallace informações sobre o paradeiro da criança, Freysa pede que K mate o ex-blade runner para o bem maior de todos os replicantes. Logo depois, ao caminhar pela rua, K vê uma propaganda da acompanhante Joi, que chama qualquer um de "Joe" – isto reafirma o fato que ele não é especial.
De volta a Los Angeles, Deckard é interrogado por Wallace, que sugere que ele também é um replicante, e que os sentimentos de Rachael por ele foram deliberadamente programados visando uma compatibilidade reprodutiva. Wallace oferece um clone de Rachael a Deckard caso ele colabore, mas o mesmo rejeita a oferta. Enquanto Luv transporta Deckard a uma colônia fora da Terra para torturá-lo, K os intercepta. Ele acaba por matar Luv e resgatar Deckard, enquanto que o veículo onde eles estavam é submerso pela água, fazendo com que Wallace pense que Deckard morreu afogado. K então leva Deckard para conhecer Ana Stelline, sua filha; ele entra no prédio cautelosamente e encontra Stelline, enquanto K deita na entrada do prédio e olha para o céu.

## Elenco
- Ryan Gosling como Oficial K
- Harrison Ford como Rick Deckard
- Ana de Armas como Joi
- Sylvia Hoeks como Luv
- Robin Wright como Tenente Joshi
- Jared Leto como Niander Wallace
- Mackenzie Davis como Mariette
- Dave Bautista como Sapper Morton
- Carla Juri como Dra. Ana Stelline
- Lennie James como Senhor Cotton
- Hiam Abbass como Freysa
- David Dastmalchian como Coco
- Barkhad Abdi como Badger
- Wood Harris como Nandez
- Tómas Lemarquis como Arquivista
- Edward James Olmos como Gaff
- Sean Young como Rachael[14][15]
- Sallie Harmsen como Replicante

## Dublagem brasileira
- Estúdio de dublagem: Delart[16]

## Produção

### Desenvolvimento

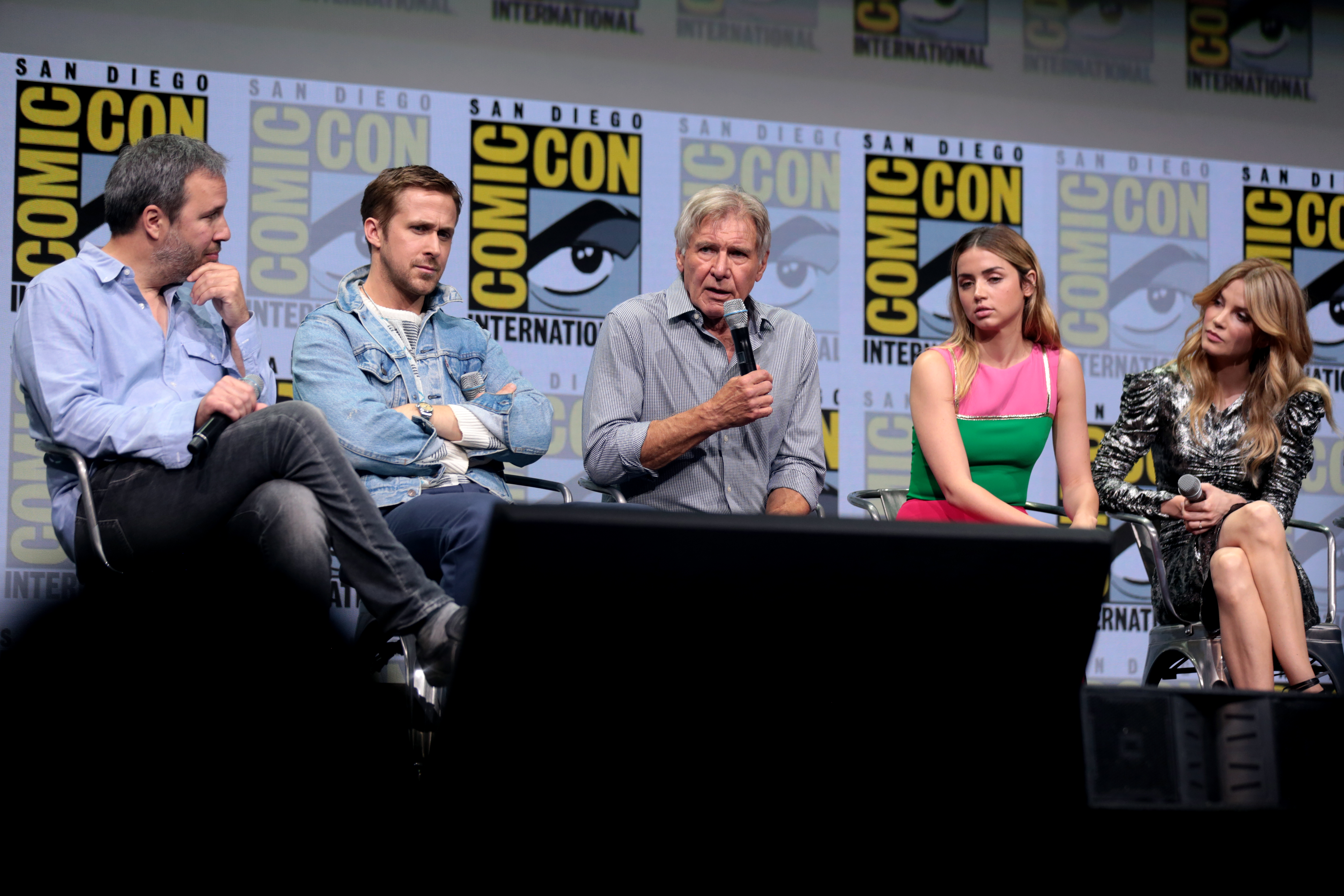
O elenco e o diretor de Blade Runner 2049 na San Diego Comic-Con de 2017

O desenvolvimento de uma continuação para o clássico Blade Runner se iniciou em 1999, quando o cineasta britânico Stuart Hazeldine escreveu uma sequência intitulada Blade Runner Down, tendo como base o romance Blade Runner 2: The Edge of Human, de K. W. Jeter; o projeto no entanto foi arquivado devido a questões relacionadas com os direitos deste romance.
Em 2007, Ridley Scott, que dirigiu o filme original, começou a considerar produzir uma sequência, a qual foi provisoriamente intitulada Metropolis, anunciando seu interesse no desenvolvimento do projeto durante a San Diego Comic-Con deste mesmo ano. Desde então, Travis Adam Wright, co-escritor de Eagle Eye, trabalhou com o produtor Bud Yorkin por vários anos no projeto. Seu colega John Glenn, que deixou o projeto em 2008, afirmou que o roteiro exploraria a natureza das colônias fora da Terra, bem como o que acontece com a Tyrell Corporation após a morte de seu fundador.
Em junho de 2009, o The New York Times informou que Ridley e seu irmão Tony Scott estavam trabalhando em uma pré-sequência de Blade Runner que se passaria em 2019. Este prólogo, intitulado Purefold, foi planejado como uma série de curtas de 5 a 10 minutos, com o objetivo de estrear primeiro na internet e depois, talvez, na televisão. Devido a questões de direitos legais, a série proposta não seria muito conectada aos personagens ou eventos do filme de 1982. No dia 7 de fevereiro de 2010, foi anunciado que a produção de Purefold havia parado devido a problemas de financiamento. Em 3 de março do ano seguinte, foi informado que a Alcon Entertainment, uma empresa de produção financiada pela Warner Bros., estava "em discussões finais para assegurar os direitos da icônica ficção científica de 1982 Blade Runner para produzir pré-sequências e sequências em forma de filmes ou séries de televisão." No próximo dia, o blog io9 informou que Bud Yorkin estava desenvolvendo um novo filme de Blade Runner. Também foi anunciado neste mês que o diretor Christopher Nolan era a escolha desejada para o longa.
No dia 18 de agosto de 2011, foi anunciado que Ridley encabeçaria a produção de um novo Blade Runner, embora os trabalhos não começariam antes de 2013. O produtor Andrew Kosove indicou que seria improvável que Harrison Ford, protagonista do filme original, envolveria-se no projeto. Mais tarde, Ridley disse que o filme "suscetivelmente seria uma sequência", mas sem o elenco anterior, e que ele estava perto de encontrar um roteirista que poderia "ser capaz de ajudar [ele] a entregar" o longa. Em 6 de fevereiro de 2012, Kosove negou o boato de que Harrison Ford poderia retomar seu papel, dizendo: "É absolutamente e evidentemente falso que tenha havido qualquer discussão sobre Harrison Ford estar em Blade Runner. Para ser claro, o que estamos tentando fazer com Ridley agora é passar pelo árduo processo de quebrar a espinha dorsal do roteiro... o elenco do filme não poderia estar mais longe de nossas mentes neste momento". Depois de ser questionado em outubro de 2012 sobre a possibilidade de uma sequência para Blade Runner, Ridley disse: "Não é um boato - está acontecendo. Com Harrison Ford? Eu não sei ainda. Se ele é muito velho? Bem, ele era um Nexus-7, então nós não sabemos quanto tempo ele pode viver. E isso é tudo que eu direi neste momento".
Ridley informou à Variety em novembro de 2014 que ele não seria mais o diretor do novo filme e só cumpriria o papel de produtor. Ele também revelou que as filmagens começariam no fim de 2014 ou 2015, e que o personagem de Ford só apareceria "no terceiro ato" da sequência. Em 26 de fevereiro de 2015, a continuação de Blade Runner foi oficialmente anunciada, com Denis Villeneuve na direção e com o retorno do roteirista do primeiro filme Hampton Fancher, co-escrevendo com Michael Green; no elenco, apenas foi confirmada a volta de Harrison Ford, que reprisaria o papel de Rick Deckard. A produção do novo longa ficou prevista para começar na metade de 2016.

### Pré-produção
Em 16 de abril de 2015, Ryan Gosling entrou em negociações para fazer parte do elenco, confirmando em novembro que havia sido contratado. Ele citou o envolvimento de Villeneuve e Roger Deakins no projeto como fatores para sua decisão; Deakins foi contratado em 20 de maio de 2015 para ser o diretor de fotografia. O início das filmagens foi marcado para julho de 2016, com a Warner Bros. distribuindo o filme no mercado norte-americano e a Sony Pictures Releasing na distribuição internacional. Em 18 de fevereiro de 2016, uma data de lançamento para 12 de janeiro de 2018 foi oficialmente anunciada.
No dia 31 de março de 2016, Robin Wright entrou em negociações finais para fazer parte do elenco do filme, e em 2 de abril, Dave Bautista postou uma foto sua com um origami de um unicórnio, indicando que estaria no longa. Bautista e Wright foram confirmados no elenco em 4 de abril, e, no mesmo dia, o início das filmagens foi oficializado para julho. No fim deste mesmo mês, a data de lançamento oficial do filme foi adiantada para 6 de outubro de 2017, além de Ana de Armas e Sylvia Hoeks serem anunciadas como parte do elenco. Em maio de 2016, Carla Juri também foi confirmada no elenco.
Em junho, Mackenzie Davis e Barkhad Abdi entraram no elenco, assim como David Dastmalchian, Hiam Abbass e Lennie James, em julho. Em agosto, Jared Leto foi confirmado no filme; Villeneuve desejava David Bowie para o papel de Leto, mas o cantor britânico faleceu antes da produção começar. Em março de 2017, Edward James Olmos confirmou que estaria no longa interpretando Gaff, seu icônico personagem do primeiro filme.
Ao ser entrevistado no Festival Internacional de Cinema de Toronto de 2015, Villeneuve revelou que a trama incluiria a ambiguidade sobre o personagem Deckard ser um humano ou replicante. Em uma entrevista ao Entertainment Weekly, o diretor discutiu brevemente sobre o filme, revelando que ele seria ambientado algumas décadas após o original. Passaria-se novamente em Los Angeles, e a atmosfera da Terra seria diferente. "O clima tem enlouquecido - o oceano, a chuva, a neve, é tudo tóxico". Ridley Scott foi anunciado como produtor executivo.

### Filmagens

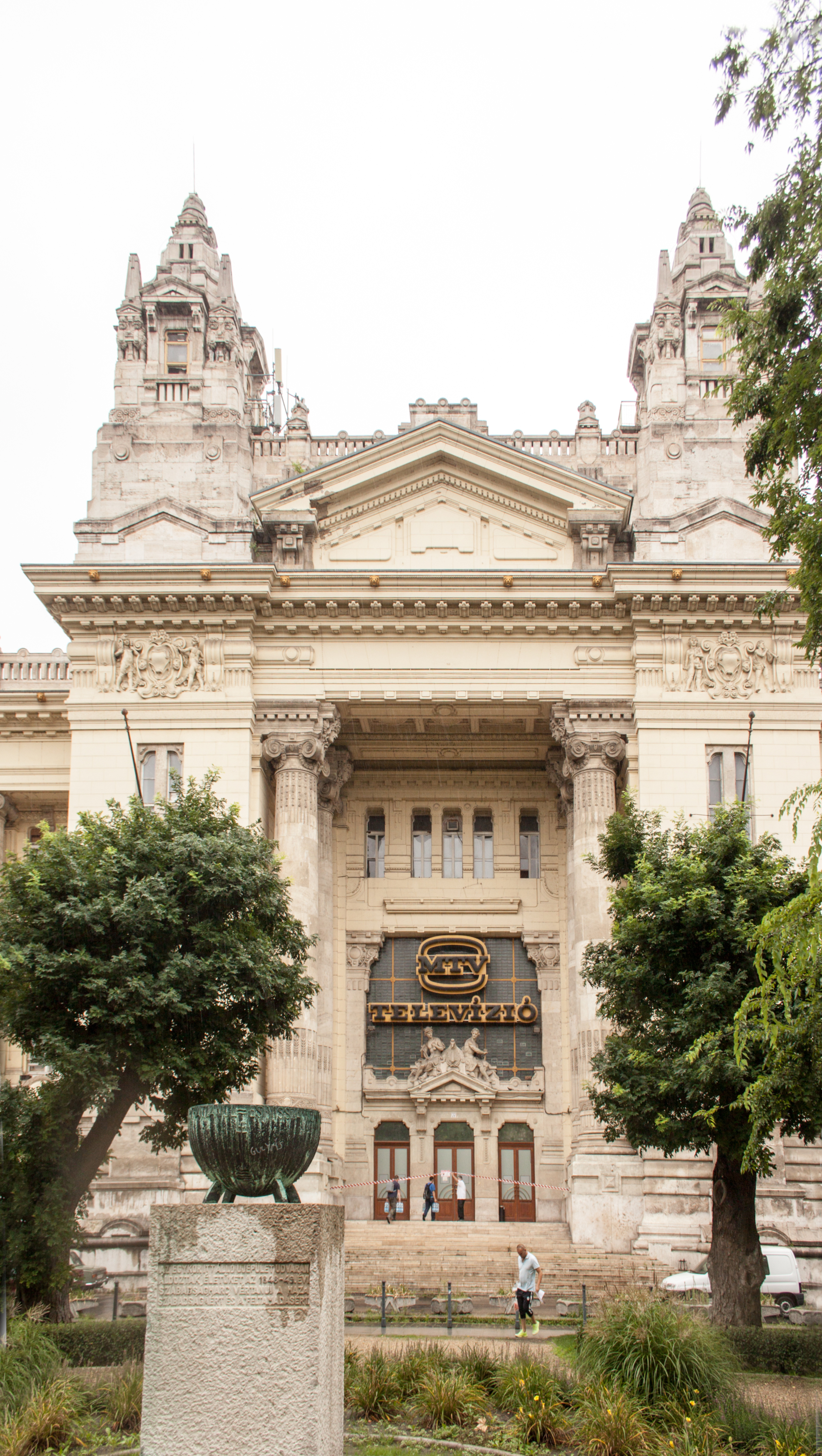
O Palácio da Bolsa de Valores de Budapeste foi usado nas filmagens

As filmagens começaram no dia 6 de julho de 2016 em Budapeste, Hungria, sendo realizadas principalmente nos estúdios Korda e Origo. Para as cenas no cassino, o antigo Palácio da Bolsa de Valores na Praça da Liberdade de Budapeste serviu como locação. As filmagens se encerraram em novembro de 2016.
Em 25 de agosto de 2016, um construtor civil foi morto ao desmantelar um dos sets do filme, no estúdio Origo.

### Pós-produção
No início de outubro de 2016, a Warner Bros. revelou que o filme chamaria-se oficialmente Blade Runner 2049. Em dezembro do mesmo ano, em Los Angeles, foi iniciada a edição do longa, com Villeneuve tendo a intenção de classificá-lo como R-rated (para maiores de 17 anos). Tal classificação foi então logo confirmada. Na San Diego Comic-Con de 2017, Villeneuve disse que o filme teria uma duração de aproximadamente duas horas e meia. Posteriormente, após o lançamento do longa, o editor Joe Walker revelou em entrevista para o site ProVideo Coalition que o primeiro corte de Blade Runner 2049 teria quatro horas de duração, e que ele e Villeneuve cogitaram dividir o filme e lançá-lo em duas partes.

### Trilha sonora
Jóhann Jóhannsson, que trabalhou com Villeneuve em Prisoners, Sicario e Arrival, foi inicialmente anunciado como o compositor do longa. Entretanto, Villeneuve e Jóhannsson decidiram finalizar sua colaboração, já que o diretor considerou que "o filme precisava de algo diferente, e eu precisava voltar para algo mais próximo da trilha sonora de Vangelis". Desta forma, os novos compositores Hans Zimmer e Benjamin Wallfisch juntaram-se à produção em julho de 2017. Em setembro, o agente de Jóhannsson confirmou que ele não estava mais envolvido no filme, e que estava contratualmente proibido de comentar a situação.
De acordo com a Epic Records, Zimmer e Wallfisch procuraram continuar o legado da trilha sonora do Blade Runner original utilizando o sintetizador analógico Yamaha CS-80. Sobre a composição da trilha, Zimmer disse: "Antes de tudo, percebi que Denis [Villeneuve] é um diretor que tem visão; ele tem voz. Lembre-se que eu fiz muitos filmes com Ridley Scott. Então, seria importante que este fosse um trabalho autônomo. Vamos apenas ser honestos. Ridley é uma figura difícil de ser seguida—assim como Vangelis. Quando Ben [Wallfisch] tinha quatro anos de idade, eu realmente já tinha vivenciado tudo isso. Então nós assistimos e, literalmente, quando paramos de assistir, decidimos o tom. Nós decidimos que isso não seria algo orquestral. A história nos disse."
O álbum oficial da trilha sonora de Blade Runner 2049 foi lançado digitalmente em 5 de outubro de 2017, e duas edições de uma versão física contendo dois discos cada foram lançadas pela Epic Records nos Estados Unidos em 27 de outubro deste mesmo ano, com cada uma tendo 2049 cópias disponíveis. As edições possuem diferentes ilustrações de capa para diferenciá-las.
Em 25 de outubro de 2017, foi anunciado que um LP duplo do álbum da trilha sonora do filme será lançado no dia 15 de dezembro do mesmo ano, o qual ficará limitado a 2.500 cópias numeradas e pressionadas em 180 gramas de um "vinil premium para audiófilos". Embora a informação sobre o lançamento tenha mencionado que o álbum teria 24 faixas, apenas 20 faixas são anunciadas nos sites que o vendem, com as faixas de Frank Sinatra e Elvis Presley não aparecendo nos LPs.
Todas as faixas escritas e compostas por Hans Zimmer e Benjamin Wallfisch, exceto as que indicam o contrário. 
| Lista de faixas |                                                                   |         |  |
| N.º             | Título                                                            | Duração |  |
| 1.              | "2049"                                                            | 3:37    |  |
| 2.              | "Sapper's Tree"                                                   | 1:36    |  |
| 3.              | "Flight to LAPD"                                                  | 1:47    |  |
| 4.              | "Summer Wind" (de Frank Sinatra)                                  | 2:54    |  |
| 5.              | "Rain"                                                            | 2:26    |  |
| 6.              | "Wallace"                                                         | 5:23    |  |
| 7.              | "Memory"                                                          | 2:32    |  |
| 8.              | "Mesa"                                                            | 3:10    |  |
| 9.              | "Orphanage"                                                       | 1:13    |  |
| 10.             | "Furnace"                                                         | 3:41    |  |
| 11.             | "Someone Lived This"                                              | 3:13    |  |
| 12.             | "Joi"                                                             | 3:51    |  |
| 13.             | "Pilot"                                                           | 2:17    |  |
| 14.             | "Suspicious Minds" (de Elvis Presley)                             | 4:22    |  |
| 15.             | "Can't Help Falling in Love" (de Elvis Presley & The Jordanaires) | 3:02    |  |
| 16.             | "One for My Baby (and One More for the Road)" (de Frank Sinatra)  | 4:24    |  |
| 17.             | "Hijack"                                                          | 5:32    |  |
| 18.             | "That's Why We Believe"                                           | 3:36    |  |
| 19.             | "Her Eyes Were Green"                                             | 6:17    |  |
| 20.             | "Sea Wall"                                                        | 9:52    |  |
| 21.             | "All the Best Memories Are Hers"                                  | 3:22    |  |
| 22.             | "Tears In the Rain" (baseada na música original de Vangelis)      | 2:10    |  |
| 23.             | "Blade Runner"                                                    | 10:05   |  |
| 24.             | "Almost Human" (de Lauren Daigle)                                 | 3:22    |  |

## Lançamento
A première de Blade Runner 2049 ocorreu em 3 de outubro de 2017 no Dolby Theatre, em Los Angeles, embora as festividades do tapete vermelho tenham sido canceladas antes da exibição devido ao tiroteio de Las Vegas Strip. No dia seguinte, o filme abriu o Festival du nouveau cinéma em Montreal e estreou na Suíça durante o Zurich Film Festival.
A Sony Pictures Releasing, que obteve os direitos para lançar o filme no exterior, foi a primeira a exibir Blade Runner 2049 oficialmente nos cinemas, lançando-o na França e na Bélgica em 4 de outubro de 2017 e em outros países nos dois dias seguintes. No Brasil, o longa estreou nos cinemas em 5 de outubro, um dia antes de seu lançamento oficial na América do Norte, que diferentemente do resto do mundo, foi proporcionado pela Warner Bros. Entertainment, tanto nos formatos 2D e 3D, quanto em IMAX. Além disso, a Alcon Entertainment fez uma parceria com a empresa de tecnologia Oculus VR para criar e distribuir conteúdo para o filme no formato de realidade virtual e lançá-lo ao lado da versão de cinema em 6 de outubro de 2017.
Devido à popularidade e a preferência do público norte-americano ao formato IMAX 2D (ao contrário do 3D), o filme passou a ser exibido nos cinemas IMAX apenas em 2D, apesar de internacionalmente ser apresentado em formatos 3D.
Em agosto de 2017, Blade Runner 2049 foi classificado como R-rated (para maiores de 17 anos) pela Motion Picture Association of America por conter "violência, sexualidade, nudez e linguagem". Após o lançamento do filme, Villeneuve disse à rádio russa Europa Plus que, ao contrário do longa original, a versão de cinema seria sua única versão, e que qualquer outra versão alternativa que venha a existir seria feita por outra pessoa.

### Marketing
Em 19 de dezembro de 2016, a Warner Bros. e a Columbia Pictures divulgaram conjuntamente um trailer de anúncio de pouco mais de um minuto e meio com algumas cenas do novo filme. No dia 5 de maio do ano seguinte, um pequeno teaser foi lançado com o intuito de preparar os espectadores para o primeiro trailer completo do longa, o qual foi disponibilizado em 8 de maio. Um segundo trailer foi lançado no dia 17 de julho de 2017.
Houve também três curtas-metragens produzidos com a finalidade de explorar os eventos que ocorrem no período de 30 anos entre o primeiro Blade Runner e Blade Runner 2049. Confira abaixo detalhes sobre cada um deles:
- Blade Runner Black Out 2022, um anime de 15 minutos dirigido por Shinichirō Watanabe[84] no qual um replicante chamado Iggy realiza uma operação para detonar uma ogiva nuclear sobre Los Angeles, desencadeando um pulso eletromagnético que apagaria os registros de replicantes contidos no banco de dados da Tyrell Corporation. No curta, Edward James Olmos volta a interpretar o personagem Gaff, enquanto que a composição de sua trilha sonora ficou a cargo do músico Flying Lotus.[85] Foi lançado em 27 de setembro de 2017.[86]
- 2036: Nexus Dawn, um curta em live-action dirigido por Luke Scott que mostra o personagem Niander Wallace (Jared Leto) apresentando um replicante do novo modelo Nexus-9 para os legisladores de 2036 na tentativa de fazê-los revogarem a lei que proíbe replicantes. O curta, além de Leto, conta também com o ator Benedict Wong.[87][88] Foi lançado em 30 de agosto de 2017.
- 2048: Nowhere to Run, outro curta em live-action também dirigido por Luke Scott, o qual mostra o personagem Sapper Morton (Dave Bautista) protegendo Ella (Gaia Ottman) [89] e sua mãe (Orion Ben) [89] de bandidos.[90] Foi lançado em 16 de setembro de 2017.

Além disso, a marca Johnnie Walker produziu uma edição limitada personalizada de seu uísque escocês como meio de divulgação. Intitulada Black Label The Director's Cut, o uísque foi criado pelo Master Blender Jim Beveridge em colaboração com Denis Villeneuve. Para tematizar o filme, a mistura experimental foi fabricada em uma garrafa futurista, chegando a aparecer durante o longa.

### Home video
O filme foi lançado em DVD e Blu-ray no dia 16 de janeiro de 2018. Digitalmente, foi disponibilizado na Amazon Video e no iTunes em 26 de dezembro de 2017.

## Recepção

### Bilheteria
Até o dia 1 de fevereiro de 2018, Blade Runner 2049 arrecadou US$ 259,2 milhões mundialmente, sendo US$ 92 milhões nos Estados Unidos e no Canadá, e US$ 167,2 milhões em outros países. O filme teve um orçamento de produção estimado entre US$ 150 e US$ 185 milhões, montante que, se somado aos custos de marketing e de distribuição do longa, pode chegar a US$ 250 milhões. Deste modo, para que gerasse algum lucro, seria necessário uma arrecadação total de pelo menos US$ 400 milhões, segundo seus produtores.
Nos Estados Unidos e Canadá, projetou-se inicialmente que o longa arrecadaria US$ 43-50 milhões nos 4058 cinemas em que seria exibido no seu fim de semana de abertura, sendo que, em setembro de 2017, uma pesquisa realizada pela Fandango indicou que o filme era um dos lançamentos mais esperados do ano. Desta forma, acabou por arrecadar US$ 4 milhões nas pré-estreias de quinta-feira, um valor razoavelmente alto, incluindo US$ 800.000 de sessões IMAX, mas apenas US$ 12,6 milhões em seu primeiro dia oficial, reduzindo as estimativas do fim de semana para US$ 32-35 milhões. No sábado, arrecadou US$ 11,4 milhões, e encerrou seu fim de semana de estreia com US$ 32,8 milhões arrecadados, bem abaixo das projeções iniciais. Ainda assim, acabou ficando no primeiro lugar das bilheterias e tornou-se a maior estreia das carreiras de Villeneuve e Gosling. No que diz respeito ao fim de semana de abertura, Villeneuve disse: "É um mistério. Todos os índices e ferramentas de marketing que eles estavam usando previram que seria um sucesso. O filme foi aclamado pela crítica. Então todos esperavam que os resultados do primeiro fim de semana fossem impressionantes, e eles ficaram chocados. Eles ainda não entendem."
O Deadline.com atribuiu o fraco desempenho comercial do filme ao seu tempo de duração, de 163 minutos, limitando o número de exibições diárias nos cinemas, além de ter se mostrado pouco atraente para o grande público e de o marketing ter sido vago, com o estúdio confiando demasiadamente na nostalgia e na base de fãs do primeiro filme para sustentar a arrecadação do novo longa. Ao final de sua segunda semana em cartaz, a arrecadação de Blade Runner 2049 caiu 52,7%, com US$ 15,5 milhões recebidos, ficando atrás do recém-estreado Happy Death Day (com US$ 26 milhões). Este declínio continuou ao fim da terceira semana, que desta vez teve um total de US$ 7,2 milhões arrecadados, caindo 54% em relação à semana anterior.
No exterior, esperava-se que o filme estreasse arrecadando US$ 60 milhões ou mais nos 62 países em que seria exibido, com um fim de semana de abertura mundial de cerca de US$ 100 milhões. Terminou por arrecadar US$ 50,2 milhões internacionalmente em seu primeiro dia, ficando na primeira colocação das bilheterias de 42 mercados e fechando seu fim de semana de estreia mundial com US$ 81,7 milhões. Nesta semana inicial, arrecadou R$ 5,7 milhões no Brasil, US$ 8 milhões no Reino Unido, US$ 4,9 milhões na Rússia e US$ 3,6 milhões na Austrália. Na China, o longa estreou no dia 27 de outubro e arrecadou US$ 7,7 milhões em seu fim de semana de abertura.

### Crítica
Blade Runner 2049 foi amplamente aclamado pela crítica especializada. No site Rotten Tomatoes, que agrega diversas análises de profissionais do ramo, o filme atualmente possui 87% de aprovação, com base em 412 avaliações, e uma classificação média de 8,2/10. O consenso crítico do site diz: "Visualmente fascinante e narrativamente satisfatório, Blade Runner 2049 aprofunda e expande a história de seu antecessor, enquanto que, por direito próprio, se consolida como uma impressionante realização cinematográfica." No site Metacritic, outro agregador de análises de profissionais, o filme atualmente possui uma pontuação média de 81/100, com base em 54 críticas, indicando "aclamação universal". Já no Imdb, reservado para a opinião do público, o longa atualmente tem, com base em 381.843 avaliações de usuários, uma nota média de 8,0/10. Em uma pesquisa do CinemaScore, espectadores deram ao filme uma nota média "A-", em uma escala de A+ para F.
Antes do longa ser lançado, Villeneuve solicitou aos críticos que o assistiram antecipadamente para que não revelassem certos personagens e pontos da trama, explicando tempo depois sua decisão: "Eu gostei da ideia de que o espectador teria de descobrir isso ao decorrer do filme", disse ele. "Como cinéfilo, uma das melhores experiências que eu tive aconteceu quando fui jurado de um festival de cinema. Eu tive de assistir a 20 filmes sem saber nada sobre eles. Não conhecia o gênero, não conhecia o país, não conhecia a história. Eu não sabia se estava prestes a assistir a uma comédia ou a um filme de terror! Foi incrível".
Em dezembro de 2017, a revista Variety anunciou que a Academia de Artes e Ciências Cinematográficas considerou Blade Runner 2049 um dos dez filmes de 2017 com melhores efeitos visuais e, assim, elegível para uma indicação no Oscar de 2018.

### Prêmios e indicações
| Lista de prêmios e indicações                 | Lista de prêmios e indicações | Lista de prêmios e indicações                          | Lista de prêmios e indicações                                                                             | Lista de prêmios e indicações | Lista de prêmios e indicações |
| Premiação                                     | Data                          | Categoria                                              | Indicação                                                                                                 | Resultado                     | Ref.                          |
| --------------------------------------------- | ----------------------------- | ------------------------------------------------------ | --- | ----------------------------- | ----------------------------- |
| IndieWire Critic's Poll                       | 19 de dezembro de 2016        | Mais esperado de 2017                                  | Blade Runner 2049                                                                                         | Venceu                        | [ 120 ]                       |
| Golden Trailer Awards                         | 6 de junho de 2017            | Melhor Teaser                                          | Blade Runner 2049                                                                                         | Venceu                        | [ 121 ]                       |
| Hollywood Film Awards                         | 5 de novembro de 2017         | Hollywood Producer Award                               | Andrew A. Kosove, Broderick Johnson e Cynthia Sikes Yorkin                                                | Venceu                        | [ 122 ]                       |
| Hollywood Film Awards                         | 5 de novembro de 2017         | Hollywood Cinematography Award                         | Roger Deakins                                                                                             | Venceu                        | [ 122 ]                       |
| Hollywood Film Awards                         | 5 de novembro de 2017         | Hollywood Production Design Award                      | Dennis Gassner                                                                                            | Venceu                        | [ 122 ]                       |
| Hollywood Music in Media Awards               | 16 de novembro 2017           | Melhor trilha sonora                                   | Hans Zimmer e Benjamin Wallfisch                                                                          | Indicado                      | [ 123 ]                       |
| Detroit Film Critics Society                  | 7 de dezembro de 2017         | Melhor uso de música                                   | Blade Runner 2049                                                                                         | Indicado                      | [ 124 ] [ 125 ]               |
| Washington D.C. Area Film Critics Association | 8 de dezembro 2017            | Melhor roteiro adaptado                                | Michael Green e Hampton Fancher                                                                           | Indicado                      | [ 126 ]                       |
| Washington D.C. Area Film Critics Association | 8 de dezembro 2017            | Melhor Direção de Arte                                 | Dennis Gassner e Alessandra Querzola                                                                      | Venceu                        | [ 126 ]                       |
| Washington D.C. Area Film Critics Association | 8 de dezembro 2017            | Melhor Fotografia                                      | Roger Deakins                                                                                             | Venceu                        | [ 126 ]                       |
| Washington D.C. Area Film Critics Association | 8 de dezembro 2017            | Melhor Montagem                                        | Joe Walker                                                                                                | Indicado                      | [ 126 ]                       |
| Washington D.C. Area Film Critics Association | 8 de dezembro 2017            | Melhor Trilha Sonora                                   | Hans Zimmer e Benjamin Wallfisch                                                                          | Venceu                        | [ 126 ]                       |
| Associação de Críticos de Cinema de Chicago   | 12 de dezembro de 2017        | Melhor Roteiro Adaptado                                | Michael Green e Hampton Fancher                                                                           | Indicado                      | [ 127 ]                       |
| Associação de Críticos de Cinema de Chicago   | 12 de dezembro de 2017        | Melhor Direção de Arte                                 | Blade Runner 2049                                                                                         | Venceu                        | [ 127 ]                       |
| Associação de Críticos de Cinema de Chicago   | 12 de dezembro de 2017        | Melhor Trilha Sonora                                   | Hans Zimmer e Benjamin Wallfisch                                                                          | Indicado                      | [ 127 ]                       |
| Associação de Críticos de Cinema de Chicago   | 12 de dezembro de 2017        | Melhor Fotografia                                      | Roger Deakins                                                                                             | Venceu                        | [ 127 ]                       |
| St. Louis Film Critics Association            | 17 de dezembro de 2017        | Melhor Diretor                                         | Denis Villeneuve                                                                                          | Indicado                      | [ 128 ]                       |
| St. Louis Film Critics Association            | 17 de dezembro de 2017        | Melhor Fotografia                                      | Roger Deakins                                                                                             | Venceu                        | [ 128 ]                       |
| St. Louis Film Critics Association            | 17 de dezembro de 2017        | Melhor Direção de Arte                                 | Dennis Gassner                                                                                            | Indicado                      | [ 128 ]                       |
| St. Louis Film Critics Association            | 17 de dezembro de 2017        | Melhores Efeitos Visuais                               | Blade Runner 2049                                                                                         | Venceu                        | [ 128 ]                       |
| St. Louis Film Critics Association            | 17 de dezembro de 2017        | Melhor Trilha Sonora                                   | Hans Zimmer e Benjamin Wallfisch                                                                          | Indicado                      | [ 128 ]                       |
| Seattle Film Critics Society                  | 18 de dezembro de 2017        | Melhor Filme do Ano                                    | Blade Runner 2049                                                                                         | Indicado                      | [ 129 ] [ 130 ]               |
| Seattle Film Critics Society                  | 18 de dezembro de 2017        | Melhor Diretor                                         | Denis Villeneuve                                                                                          | Indicado                      | [ 129 ] [ 130 ]               |
| Seattle Film Critics Society                  | 18 de dezembro de 2017        | Melhor Fotografia                                      | Roger Deakins                                                                                             | Venceu                        | [ 129 ] [ 130 ]               |
| Seattle Film Critics Society                  | 18 de dezembro de 2017        | Melhor Figurino                                        | Renée April                                                                                               | Indicado                      | [ 129 ] [ 130 ]               |
| Seattle Film Critics Society                  | 18 de dezembro de 2017        | Melhor Montagem                                        | Joe Walker                                                                                                | Indicado                      | [ 129 ] [ 130 ]               |
| Seattle Film Critics Society                  | 18 de dezembro de 2017        | Melhor Trilha Sonora                                   | Hans Zimmer e Benjamin Wallfisch                                                                          | Indicado                      | [ 129 ] [ 130 ]               |
| Seattle Film Critics Society                  | 18 de dezembro de 2017        | Melhor Direção de Arte                                 | Dennis Gassner e Alessandra Querzola                                                                      | Venceu                        | [ 129 ] [ 130 ]               |
| Seattle Film Critics Society                  | 18 de dezembro de 2017        | Melhores Efeitos Visuais                               | John Nelson, Paul Lambert, Richard R. Hoover e Gerd Nefzer                                                | Indicado                      | [ 129 ] [ 130 ]               |
| Online Film Critics Society                   | 28 de dezembro de 2017        | Melhor Fotografia                                      | Roger Deakins                                                                                             | Venceu                        | [ 131 ]                       |
| Critics' Choice Awards                        | 11 de janeiro de 2018         | Melhor Fotografia                                      | Roger Deakins                                                                                             | Venceu                        | [ 132 ] [ 133 ]               |
| Critics' Choice Awards                        | 11 de janeiro de 2018         | Melhor Direção de Arte                                 | Dennis Gassner e Alessandra Querzola                                                                      | Indicado                      | [ 132 ] [ 133 ]               |
| Critics' Choice Awards                        | 11 de janeiro de 2018         | Melhor Montagem                                        | Joe Walker                                                                                                | Indicado                      | [ 132 ] [ 133 ]               |
| Critics' Choice Awards                        | 11 de janeiro de 2018         | Melhor Figurino                                        | Renée April                                                                                               | Indicado                      | [ 132 ] [ 133 ]               |
| Critics' Choice Awards                        | 11 de janeiro de 2018         | Melhores Efeitos Visuais                               | Blade Runner 2049                                                                                         | Indicado                      | [ 132 ] [ 133 ]               |
| Critics' Choice Awards                        | 11 de janeiro de 2018         | Melhor Filme de Ficção Científica/Terror               | Blade Runner 2049                                                                                         | Indicado                      | [ 132 ] [ 133 ]               |
| Critics' Choice Awards                        | 11 de janeiro de 2018         | Melhor Trilha Sonora                                   | Hans Zimmer e Benjamin Wallfisch                                                                          | Indicado                      | [ 132 ] [ 133 ]               |
| Los Angeles Film Critics Association Awards   | 12 de janeiro de 2018         | Melhor Direção de Arte                                 | Dennis Gassner                                                                                            | Venceu                        | [ 134 ]                       |
| Los Angeles Film Critics Association Awards   | 12 de janeiro de 2018         | Melhor Fotografia                                      | Roger Deakins                                                                                             | Vice-campeão                  | [ 134 ]                       |
| London Film Critics' Circle                   | 28 de janeiro de 2018         | Technical Achievement Award                            | Dennis Gassner                                                                                            | Venceu                        | [ 135 ] [ 136 ]               |
| Satellite Awards                              | 11 de fevereiro de 2018       | Melhor Direção de Arte e Design de Produção            | Blade Runner 2049                                                                                         | Indicado                      | [ 137 ] [ 138 ]               |
| Satellite Awards                              | 11 de fevereiro de 2018       | Melhor Som                                             | Blade Runner 2049                                                                                         | Indicado                      | [ 137 ] [ 138 ]               |
| Satellite Awards                              | 11 de fevereiro de 2018       | Melhores Efeitos Visuais                               | Blade Runner 2049                                                                                         | Venceu                        | [ 137 ] [ 138 ]               |
| Satellite Awards                              | 11 de fevereiro de 2018       | Melhor Fotografia                                      | Roger Deakins                                                                                             | Venceu                        | [ 137 ] [ 138 ]               |
| Visual Effects Society                        | 13 de fevereiro de 2018       | Outstanding Visual Effects in a Photoreal Feature      | John Nelson, Karen Murphy Mundell, Paul Lambert, Richard Hoover e Gerd Nefzer                             | Indicado                      | [ 139 ] [ 140 ]               |
| Visual Effects Society                        | 13 de fevereiro de 2018       | Outstanding Animated Character in a Photoreal Feature  | Axel Akkeson, Stefano Carter, Wesley Chandler e Ian Cooke-Grimes por "Rachael"                            | Indicado                      | [ 139 ] [ 140 ]               |
| Visual Effects Society                        | 13 de fevereiro de 2018       | Outstanding Created Environment in a Photoreal Feature | Chris McLaughlin, Ryan Salcombe, Seungjin Woo e Francesco Dell'Anna por "Los Angeles"                     | Venceu                        | [ 139 ] [ 140 ]               |
| Visual Effects Society                        | 13 de fevereiro de 2018       | Outstanding Created Environment in a Photoreal Feature | Didier Muanza, Thomas Gillet, Guillaume Mainville e Sylvain Lorgeau por "Trash Mesa"                      | Indicado                      | [ 139 ] [ 140 ]               |
| Visual Effects Society                        | 13 de fevereiro de 2018       | Outstanding Created Environment in a Photoreal Feature | Eric Noel, Arnaud Saibron, Adam Goldstein e Pascal Clement por "Vegas"                                    | Indicado                      | [ 139 ] [ 140 ]               |
| Visual Effects Society                        | 13 de fevereiro de 2018       | Outstanding Model in a Photoreal or Animated Project   | Alex Funke, Steven Saunders, Joaquin Loyzaga e Chris Menges por "Sede da LAPD"                            | Venceu                        | [ 139 ] [ 140 ]               |
| Visual Effects Society                        | 13 de fevereiro de 2018       | Outstanding Compositing in a Photoreal Feature         | Tristan Myles, Miles Lauridsen, Joel Delle-Vergin e Farhad Mohasseb por "LAPD Approach and Joy Holograms" | Indicado                      | [ 139 ] [ 140 ]               |
| BAFTA                                         | 18 de fevereiro de 2018       | Melhor Diretor                                         | Denis Villeneuve                                                                                          | Indicado                      | [ 141 ] [ 142 ]               |
| BAFTA                                         | 18 de fevereiro de 2018       | Melhor Fotografia                                      | Roger Deakins                                                                                             | Venceu                        | [ 141 ] [ 142 ]               |
| BAFTA                                         | 18 de fevereiro de 2018       | Melhor Trilha Sonora                                   | Hans Zimmer e Benjamin Wallfisch                                                                          | Indicado                      | [ 141 ] [ 142 ]               |
| BAFTA                                         | 18 de fevereiro de 2018       | Melhor Som                                             | Ron Bartlett, Doug Hemphill, Mark Mangini e Mac Ruth                                                      | Indicado                      | [ 141 ] [ 142 ]               |
| BAFTA                                         | 18 de fevereiro de 2018       | Melhor Direção de Arte                                 | Dennis Gassner e Alessandra Querzola                                                                      | Indicado                      | [ 141 ] [ 142 ]               |
| BAFTA                                         | 18 de fevereiro de 2018       | Melhores Efeitos Visuais                               | Gerd Nefzer e John Nelson                                                                                 | Venceu                        | [ 141 ] [ 142 ]               |
| BAFTA                                         | 18 de fevereiro de 2018       | Melhor Maquiagem e Penteados                           | Donald Mowat e Kerry Warn                                                                                 | Indicado                      | [ 141 ] [ 142 ]               |
| BAFTA                                         | 18 de fevereiro de 2018       | Melhor Edição                                          | Joe Walker                                                                                                | Indicado                      | [ 141 ] [ 142 ]               |
| Oscar                                         | 4 de março de 2018            | Melhor Fotografia                                      | Roger Deakins                                                                                             | Venceu                        | [ 143 ] [ 144 ]               |
| Oscar                                         | 4 de março de 2018            | Melhor Direção de Arte                                 | Dennis Gassner e Alessandra Querzola                                                                      | Indicado                      | [ 143 ] [ 144 ]               |
| Oscar                                         | 4 de março de 2018            | Melhor Edição de Som                                   | Mark Mangini e Theo Green                                                                                 | Indicado                      | [ 143 ] [ 144 ]               |
| Oscar                                         | 4 de março de 2018            | Melhor Mixagem de Som                                  | Ron Bartlett, Doug Hemphill e Mac Ruth                                                                    | Indicado                      | [ 143 ] [ 144 ]               |
| Oscar                                         | 4 de março de 2018            | Melhores Efeitos Visuais                               | John Nelson, Gerd Nefzer, Paul Lambert e Richard R. Hoover                                                | Venceu                        | [ 143 ] [ 144 ]               |
| Empire Awards                                 | 18 de março de 2018           | Melhor Filme de Ficção Científica/Fantasia             | Blade Runner 2049                                                                                         | Indicado                      | [ 145 ] [ 146 ]               |

## Possível sequência
Em uma entrevista ao Yahoo! em 2015, Ridley Scott expressou seu interesse em produzir várias sequências para Blade Runner. Em outubro de 2017, Villeneuve disse que um terceiro longa provavelmente seria feito se seu filme fizesse sucesso nas bilheterias. Além disso, Hampton Fancher, roteirista de Blade Runner e Blade Runner 2049, revelou que, para uma possível continuação, estaria considerando reviver uma antiga ideia sua que envolve o personagem Deckard viajar para outro país; Harrison Ford disse que voltará mais uma vez se gostar do roteiro. Jared Leto também manifestou o interesse de voltar para interpretar seu personagem caso uma nova sequência seja produzida. Em janeiro de 2018, Ridley afirmou que tem "outra [história] pronta para evoluir e ser desenvolvida, com toda a certeza", referindo-se a um terceiro filme de Blade Runner.